# Ребри, Гастон
Гастон Ребри (нидерл. Gaston Rebry; 29 января 1905, Rollegem-Kapelle, Западная Фландрия — 3 июля 1953, Вевелгем, Западная Фландрия) — бельгийский профессиональный шоссейный велогонщик в 1926—1940. Трёхкратный победитель велогонки Париж — Рубе (1931, 1934, 1935).

## Достижения
1926
1-й Париж — Нант
3-й Париж — Рубе
1928
1-й — Этап 3 Тур де Франс
4-й Париж — Рубе
1929
10-й Тур де Франс — Генеральная классификация
1-й — Этап 14
1931
1-й Париж — Рубе
4-й Тур де Франс — Генеральная классификация
1-й — Этап 23
1932
1-й — Этап 19 Тур де Франс
1933
9-й Париж — Рубе
1934
1-й Париж — Рубе
1-й Тур Фландрии
1-й Париж — Ницца
1935
1-й Париж — Рубе
1936
2-й Париж — Нант
3-й Париж — Рубе

### Гранд-туры
| Гранд-тур      | 1927 | 1928 | 1929 | 1930 | 1931 | 1932 | 1933 | 1934 |
| -------------- | ---- | ---- | ---- | ---- | ---- | ---- | ---- | ---- |
| Джиро д’Италия | —    | —    | —    | —    | —    | —    | —    | —    |
| Тур де Франс   | НФ   | 12   | 10   | —    | 4    | 20   | 14   | НФ   |

| —  | Не участвовал  |
| НФ | Не финишировал |